# Atticisme
Het atticisme is een stijlrichting in de antieke welsprekendheid, die in de 2e eeuw v.Chr. ontstond als reactie op het asianisme, dat door de tegenstanders als gekunsteld en bombastisch werd aangevoeld. Atticisme was, in tegenstelling tot het asianisme, meer gericht op soberheid en eenvoud. 
Het atticisme behaalde in de 1e eeuw v.Chr. het overwicht in de Griekstalige wereld, en bereikte ook in Rome een hoogtepunt in de 2e eeuw na Chr., al bleef daar toch ook het asianisme zijn aanhangers vinden. De redenaars die deze stijlrichting aanhingen, kozen als voorbeeld de grote Attische redenaars van de 5e en 4e eeuw v.Chr.. Vooral Demosthenes en Lysias, met hun klassieke Attische taal en stijl, werden als stijlvoorbeelden gekozen. De stijlkenmerken van het atticisme sloegen ook naar andere letterkundige genres over. Vooral Dionysius van Halicarnassus was als redenaar een voorname vertegenwoordiger van deze stijlrichting in de 1e eeuw v.Chr., en ook Julius Caesar was er een grote voorstander van. 
Nadat het Koinè-Grieks in de 2e eeuw door het Neo-Attisch was verdrongen, werden "atticistische" lexica aangelegd, waardoor men opnieuw "correct" kon leren schrijven.